# Gary Kemp
Gary James Kemp (16 de outubro de 1959) é um cantor, compositor, músico e ator britânico, mais conhecido por ser o guitarrista, backing vocal e principal compositor da banda de new wave Spandau Ballet.